# Hayat TV
Hayat TV – bośniacka prywatna stacja telewizyjna. Została uruchomiona w 1992 roku.
Obecnie (2017) pakiet telewizyjny Hayat obejmuje pięć kanałów: Hayat HD, Hayat Plus, Hayat Folk, Hayat Music, Hayatovci.